# Kiss 〜dramatic love story〜
『kiss 〜dramatic love story〜』（キス ドラマティック・ラブ・ストーリー）は、BMG JAPANによるオムニバスアルバム。2002年7月10日発売。

## 解説
ドラマ主題歌などをコンパイルしたオムニバスシリーズ『kiss』の第2弾。前作の『kiss 〜for million lovers〜』は洋楽だったが、本作は主に1980年代後半から1990年代前半のJ-POP作品を中心に収録されている。
2002年11月6日までに出荷枚数100万枚を突破。

## 収録曲
1. ラブ・ストーリーは突然に（小田和正）
作詞・作曲：小田和正
ドラマ『東京ラブストーリー』主題歌
2. SAY YES（CHAGE and ASKA）
作詞・作曲：飛鳥涼
ドラマ『101回目のプロポーズ』主題歌
3. TRUE LOVE（藤井フミヤ）
作詞・作曲：藤井フミヤ
ドラマ『あすなろ白書』主題歌
4. PIECE OF MY WISH（今井美樹）
作詞：岩里祐穂、作曲：上田知華
ドラマ『あしたがあるから』エンディング・テーマ曲
5. リバーサイドホテル（井上陽水）
作詞・作曲：井上陽水
ドラマ『ニューヨーク恋物語』主題歌
6. 恋におちて -Fall in love-（小林明子）
作詞：湯川れい子、作曲：小林明子
ドラマ『金曜日の妻たちへ』主題歌
7. SUMMER CANDLES（杏里）
作詞：吉元由美、作曲：杏里
日本テレビ系ドラマ『恋人も濡れる街角 URBAN LOVE STORY』主題歌
8. 夢をあきらめないで（岡村孝子）
作詞・作曲：岡村孝子
熱闘甲子園 挿入歌
9. 接吻 kiss（ORIGINAL LOVE）
作詞・作曲：田島貴男
ドラマ『大人のキス』主題歌
10. Squall（松本英子）
作詞・作曲：福山雅治
ドラマ『パーフェクトラブ!』挿入歌
11. SHOW ME（森川由加里）
作詞：森浩美、作曲：A.Cabrera A.Tripoli B.Khozouri T.Moran
ドラマ『男女7人秋物語』主題歌
12. サイレント・イヴ（辛島美登里）
作詞・作曲：辛島美登里
ドラマ『クリスマス・イヴ』主題歌
13. 夢 with You（久保田利伸）
作詞・作曲：久保田利伸
ドラマ『チャンス!』主題歌
14. Everything（MISIA）
作詞：MISIA、作曲：松本俊明
ドラマ『やまとなでしこ』主題歌
15. 輝く季節の中で（S.E.N.S.）
作曲：S.E.N.S.
ドラマ『輝く季節の中で』BGM